# Astragalus nuttallii
Astragalus nuttallii là một loài thực vật có hoa trong họ Đậu. Loài này được (Torr. & A.Gray) J.T.Howell miêu tả khoa học đầu tiên.

## Hình ảnh

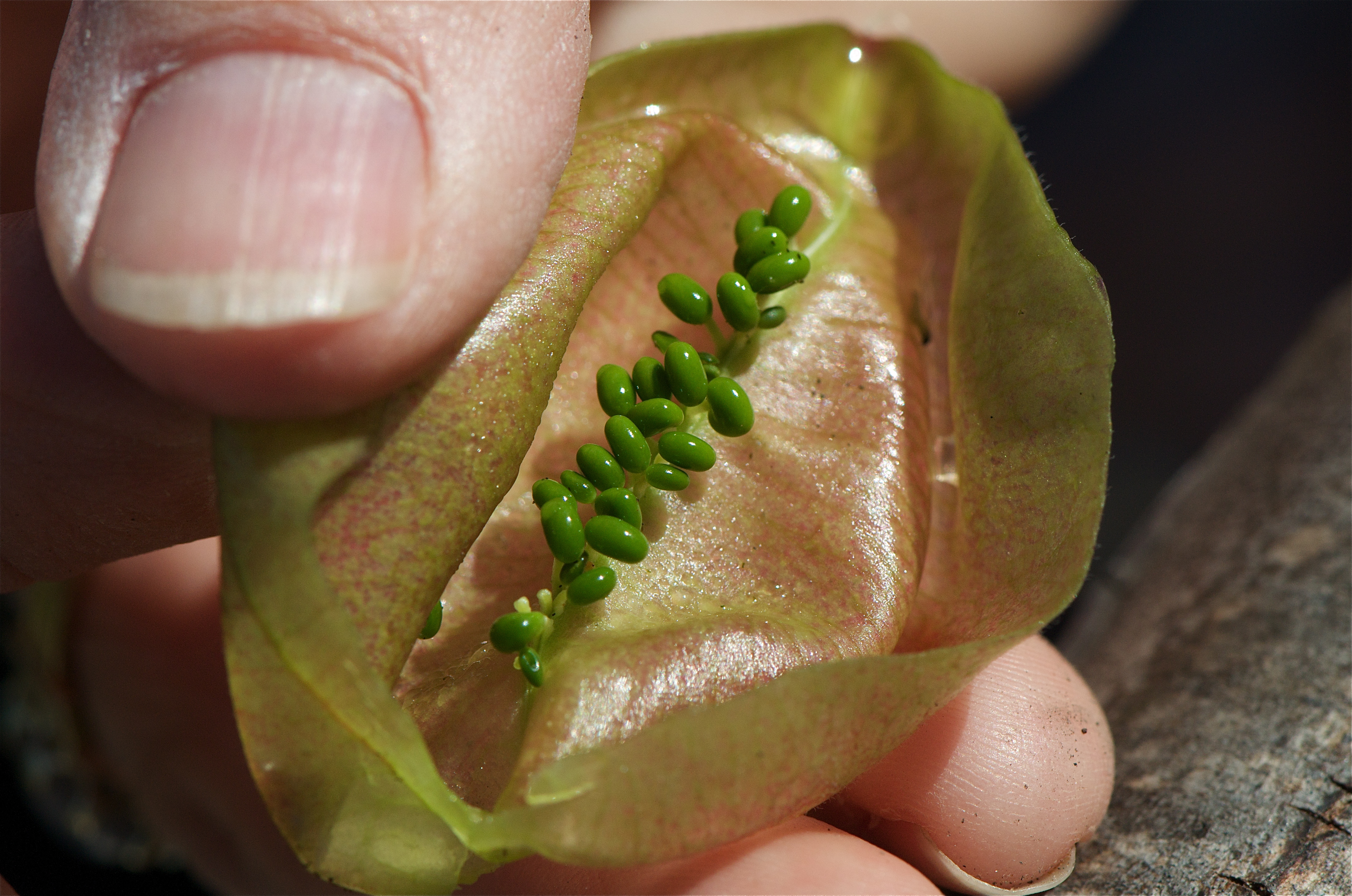